# 파니 워드

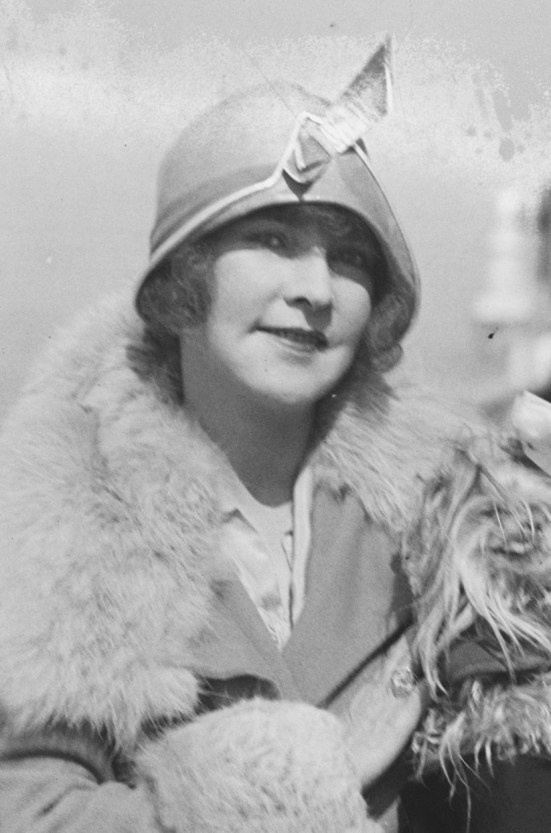

파니 워드(Fannie Ward, 1872년 2월 22일 ~ 1952년 1월 27일)는 미국의 배우, 연극 배우, 영화배우이다.
세인트루이스에서 태어났으며 맨해튼에서 사망하였다. 사인은 뇌졸중이다.

## 영화
- 단 하나의 길 (1919년)
- 사기꾼 (1915년)